# اچ‌ام‌اس نورویچ (۱۶۹۱)
اچ‌ام‌اس نورویچ (۱۶۹۱) (به انگلیسی: HMS Norwich (1691)) یک کشتی بود که طول آن ۱۲۵ فوت ۷ اینچ (۳۸٫۳ متر) بود.